# ホワイトハウス
ホワイトハウス（英:White House）は、アメリカ合衆国大統領が居住し、執務を行う官邸・公邸。訳語は白堊館（はくあかん、旧字体：白堊館󠄁）。

## 概要

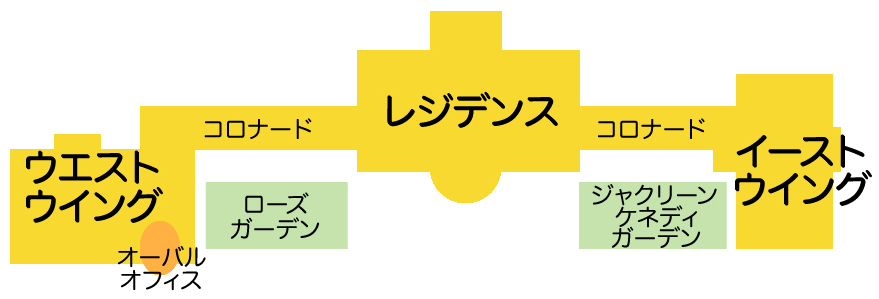
拡大図

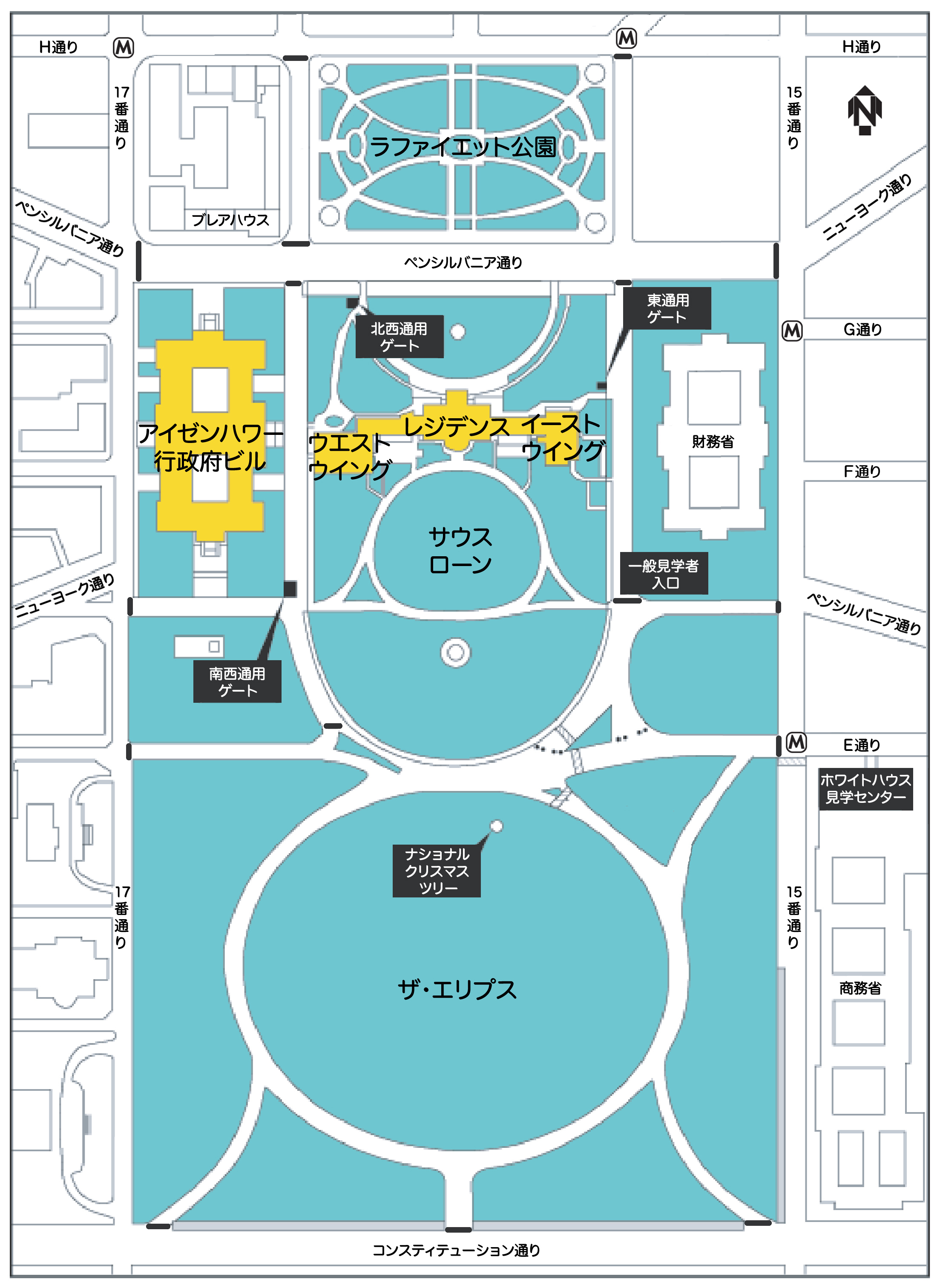
ホワイトハウスの構成
----
黄色い部分が「ホワイトハウス」と総称される大統領府、青い部分が「大統領公園」に指定されている敷地。

ホワイトハウスは、日本の「首相官邸」と同様に勤務するスタッフらを含めた政権中枢を指す通称でもある。アメリカ合衆国大統領行政府の中の一部局である「ホワイトハウス・オフィス」。「ホワイトハウス事務局」の日本語表記も見られる。前者の内、特に主要な4つの建物であるエグゼクティヴ・レジデンス、ウエストウイング（西棟）、イーストウイング（東棟）、アイゼンハワー行政府ビル、4庭園のローズ・ガーデン、ジャクリーン・ケネディ・ガーデン、ノース・ローン、サウス・ローンを「ホワイトハウス・コンプレックス」と総称する。
アメリカ合衆国の首都であるワシントンD.C.の中心部に所在し、その住所である「ペンシルベニア通り1600番地 (1600 Pennsylvania Avenue)」はアメリカで最も有名な住所である。
エグゼクティヴ・レジデンス
「メインハウス (Main House）」などとも呼ばれ、大統領とその家族が暮らす公邸であるほか、外国首脳や議会関係者など要人との会談や、条約や重要法案の調印式、上級公職の任命会見、重要な記者会見、訪問者との会見、晩餐会やレセプション、その他の公的な行事が行われる場所でもある。レジデンスからは「コロナード (Colonnade)」と呼ばれる渡り廊下が東西に伸びてそれぞれウエストウイングやイーストウイングに連結している。コロナード自体も、中に事務室が入居する大規模な連結棟である。
ウエストウイング
「オーバルオフィス」と称される大統領執務室をはじめ、閣議室、国家安全保障会議室のほか、副大統領、首席補佐官、大統領補佐官、報道官、法律顧問、上級顧問などの上級スタッフのオフィスなどが入る、アメリカ政府の中枢。地下は世界に展開するアメリカ軍や関係機関と情報連携するシチュエーションルームがある。
イーストウイング
ファーストレディ、スタッフのオフィス、ホワイトハウス社会事業担当官のオフィスがある。地下はバンカーと俗称される核シェルター機能を備えた大統領危機管理センターがある。2001年の9.11テロの際、ハイジャック機の首都接近を報告されたチェイニー副大統領、ライス国家安全保障担当大統領補佐官を始めとするホワイトハウス・スタッフは直ちにここへ避難した。
ローズ・ガーデン、ジャクリーン・ケネディ・ガーデン、ノース・ローン、サウス・ローン
天気の良い日にはイベントが開催されることがある。レジデンスとウエストウイングに囲まれた一画は「ローズ・ガーデン」、レジデンスとイーストウイングに囲まれた一画は「ジャクリーン・ケネディ・ガーデン」と呼ばれ、ここで重要な法案や条約の調印式、記者会見、演説が行われることも多い。ローズ・ガーデンは、1962年に園芸家で慈善家だったレイチェル・メロンが手掛けた庭で、2020年7月には植物の入れ替え、歩道の敷石の張り替えが行われた。サウス・ローンの南は「ザ・エリプス（The Ellipse、楕円）」と称される楕円形の広大な庭が広がる。観光客がコンスティテューション通りから柵越しに見るホワイトハウスは、「ザ・エリプス」越しの景観である。
アイゼンハワー行政府ビル
「行政府旧館 (Old Executive Office Building)」とも称され、ウエストウイングから小道を挟んだ西側にある。副大統領オフィスがあり、国家安全保障会議事務局、行政管理予算局が入るなど、事務スタッフが居る。
ホワイトハウスと、これに隣接するラファイエット公園 (Lafayette Park)、ザ・エリプス (The Ellipse)、およびホワイトハウス見学者オフィスは、便宜上、大統領公園（だいとうりょう こうえん）として国立公園に指定され、土地と建物は国立公園局が管理している。

## 歴史

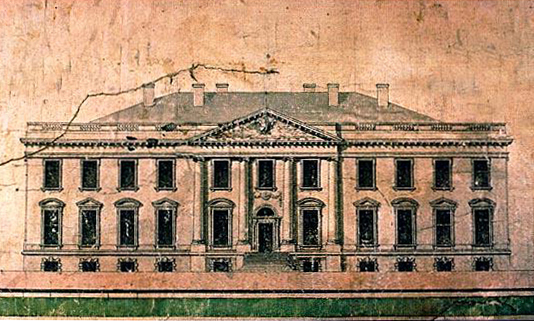
コンペで当選したホーバン案（1793年）

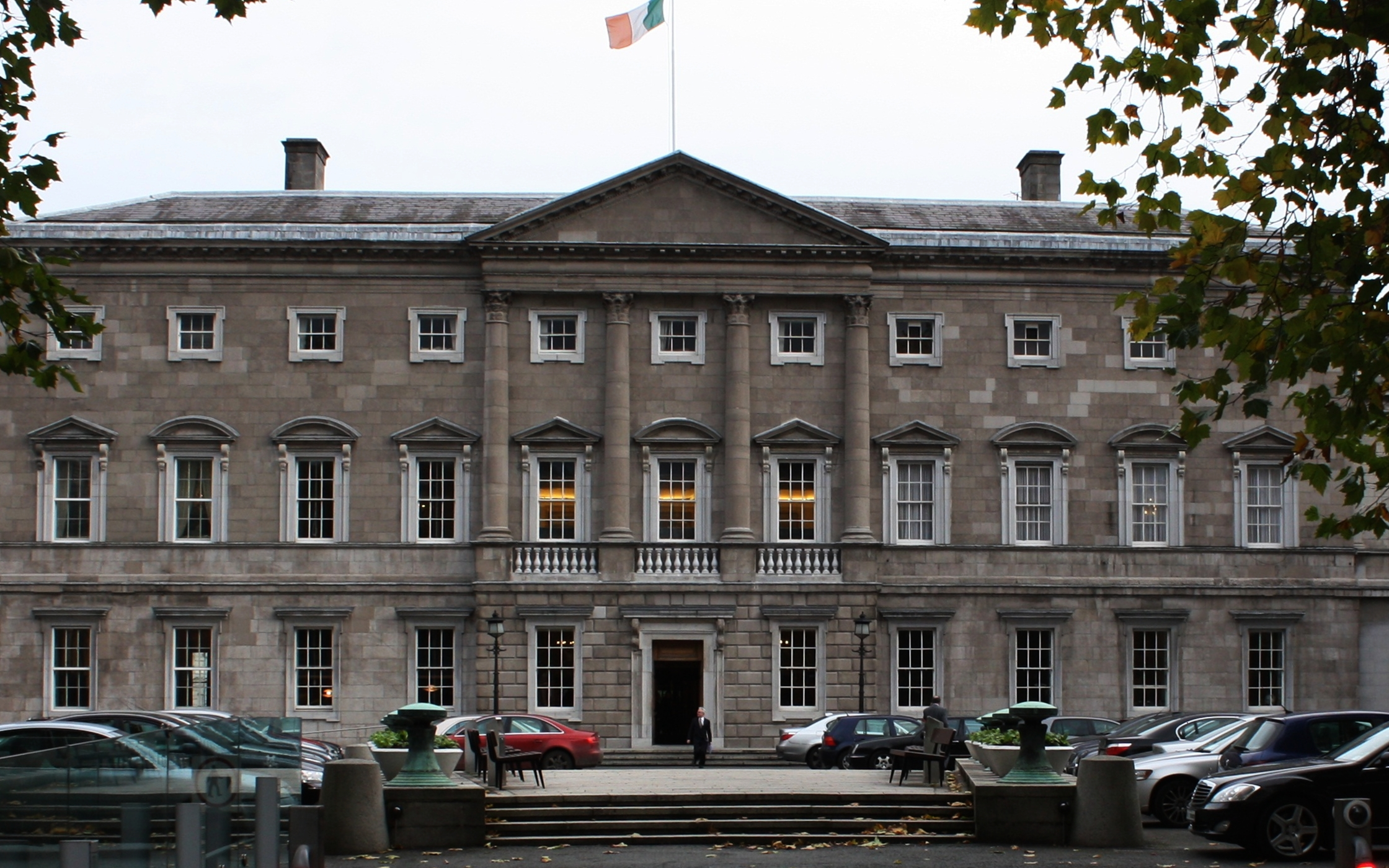
ホーバンがモデルにしたアイルランドのレンスターハウス

### 建設と設計
大統領府であるホワイトハウス建設が開始されたのは初代大統領のジョージ・ワシントンのときで、1792年10月13日に礎石が置かれて着工したが、公式の定礎式は挙行されなかった。
1790年にワシントンD.C.（コロンビア特別区）の設置と区画が決定され、フィラデルフィアに代わる新首都建設が始まると、ワシントンは大統領府のデザインをコンペで募集し、9件の最終候補の中からアイルランド出身の建築家であるジェームズ・ホーバンの案を採用した。ホーバンは、現在のアイルランド国民議会が入っているダブリンのレンスター・ハウスをモデルにした。基礎部分は当時の黒人奴隷、石細工は主にスコットランド人が工事を担っていた。着工から8年後の1800年11月に完成したが、初代大統領のワシントンはすでに大統領職を辞していたばかりか前年に亡くなっており、完成した姿を目にする事はなかった。そのため、最初にこの大統領官邸に入居したのは第2代大統領のジョン・アダムズとなったのである。以後も大統領府はここに置かれ、200年以上経った現在でも首都ワシントンと共にアメリカの政治の中枢となっている。
建物は16世紀のイタリアの建築家アンドレーア・パッラーディオのパッラーディオ様式を採り入れており、イタリアのヴィチェンツァ郊外にあるヴィラ（邸宅）「ラ・ロトンダ」（1994年に世界遺産登録）に酷似している。パッラーディオ自身はヴィラ（邸宅）ではなく、パラッツォ（宮殿）と分類している。

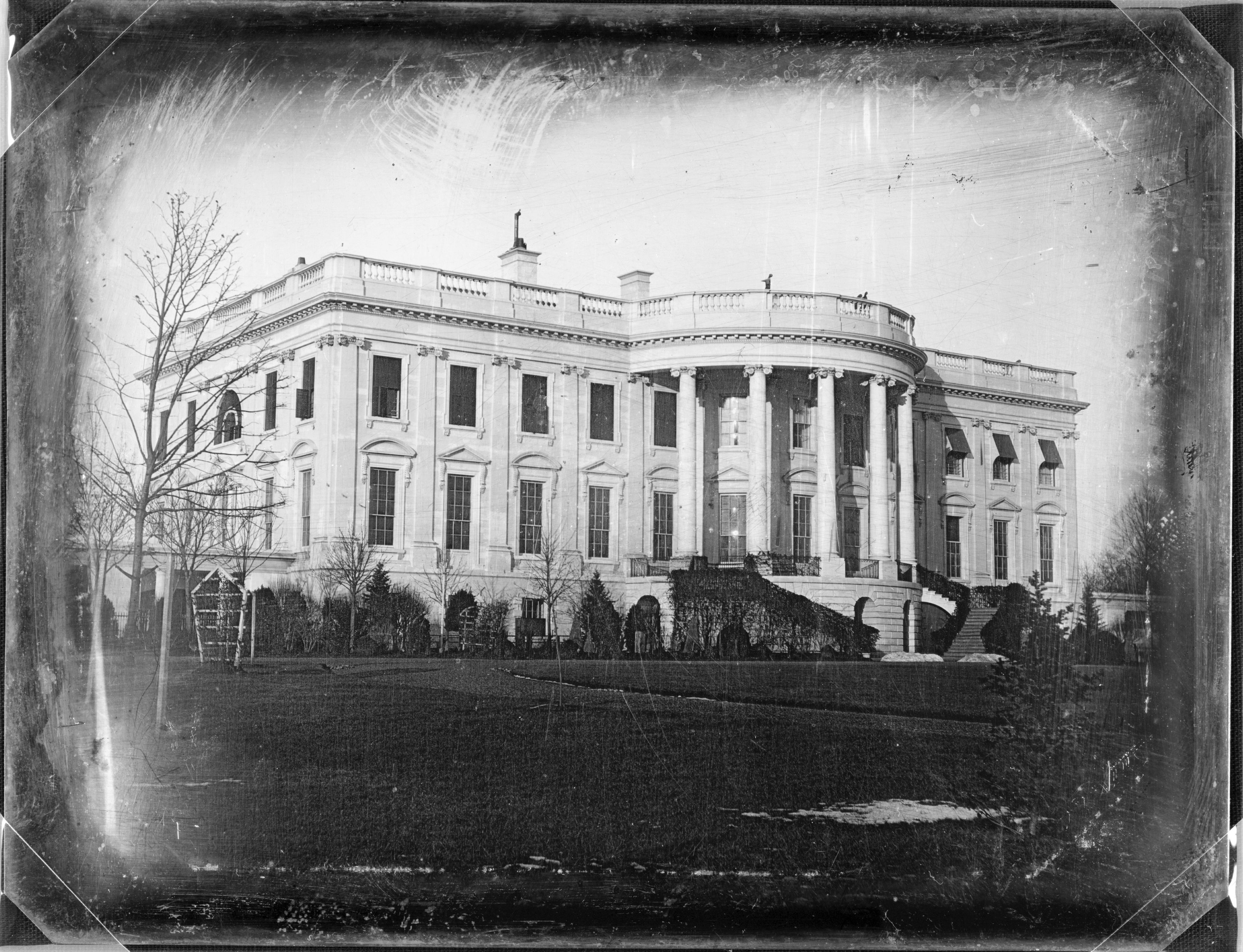
現存する最古の写真（1846年）

### 戦争による焼失
1814年8月に勃発した1812年戦争のブラーデンスバーグの戦いでの敗北により、イギリス軍による焼き討ちにあい、石積みの外壁を残して全てが灰になってしまった。第4代大統領ジェームズ・マディソンは設計者のジェームズ・ホーバンを監督に任じ、焼け残った外壁を使って焼失前とほぼ変わらない官邸を再建し、1817年に完成した。この時焼け焦げた外壁を白く塗装したことから「ホワイトハウス」と呼称される。現在も焼けこげた壁の一部は保存され、トルーマン・バルコニーと北ポルティコ付近で見ることができる。
焼き討ちから約200年経過した2018年、アメリカがカナダに対して国家安全保障を理由とした関税措置を発表して対立し、両首脳間で電話会談が行われた。ジャスティン・トルドー首相は国家安全保障を理由にすることはできないと説いたのに対して、ドナルド・トランプ大統領は過去にカナダ（実際はイギリス軍）はホワイトハウスを焼き討ちしたとして反論している。

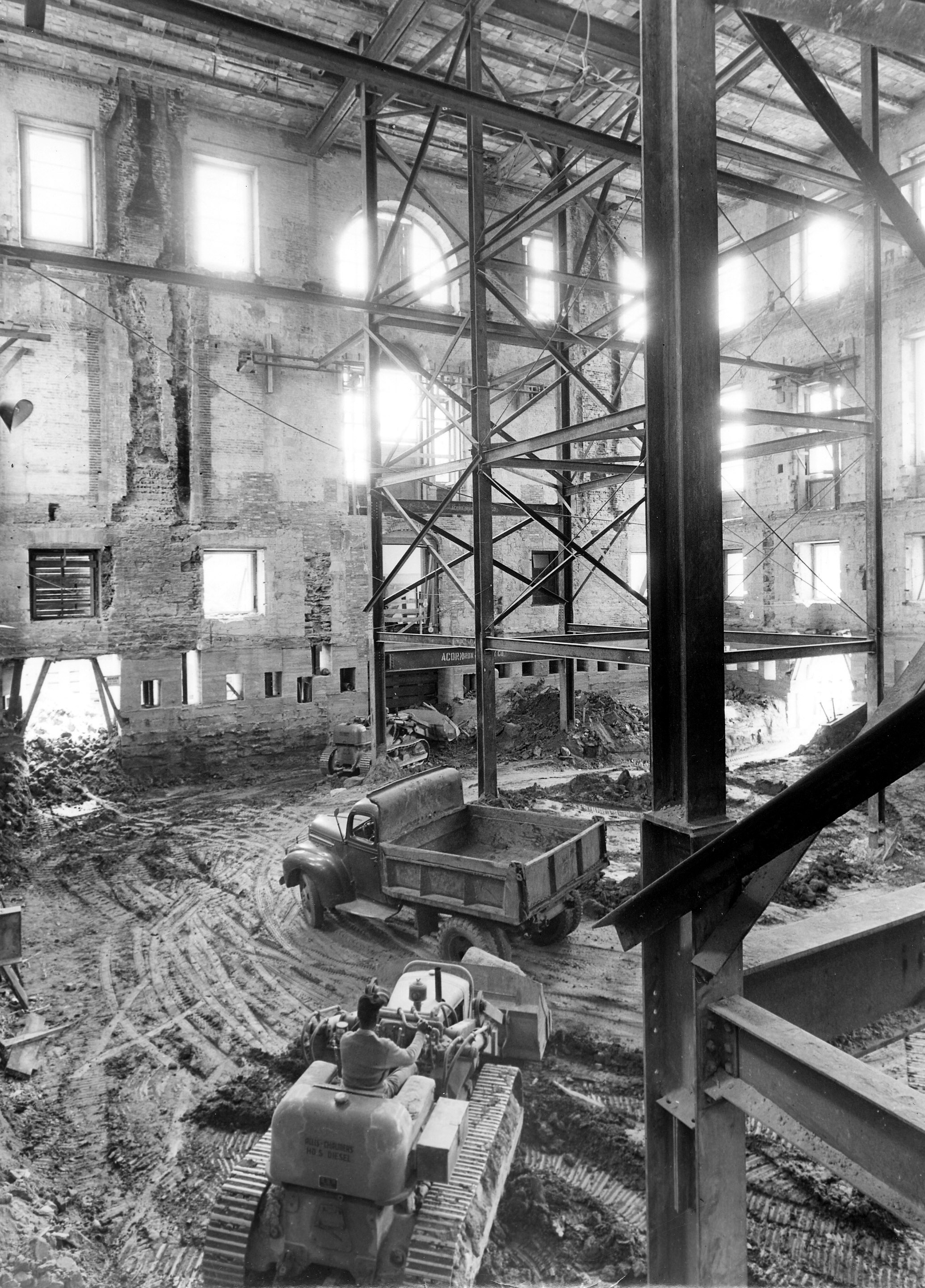
トルーマン時代の大改修工事（1950年）

### 現在
1902年には第26代大統領セオドア・ローズヴェルトがウエストウイングを増築し、それまで2階部分に入っていたスタッフのオフィスをここに移した。そして空いた2階を居住空間に全面改装したほか、1階部分にも若干の改修が施された。これを機にホワイトハウスは公式に「ワシントン・ホワイトハウス」(White House - Washington) と命名された。
1942年には第二次世界大戦中に第32代大統領フランクリン・ローズヴェルトが地下に防空壕を備えたイーストウイングを増築した。この防空壕は現在、大統領危機管理センターになっており、2001年の9.11テロ事件の際にも閣僚が避難している。

1948年に第33代大統領ハリー・トルーマンは、レジデンス2階の「イエローオーバルルーム」の外側にバルコニーの設置を試みたが、強度検査で老朽化による構造強度の劣化が判明し、全面的に解体改修工事を行われた。工事は再び石積みの外壁のみを残して内部を基礎部分を含めて全て創り直す大規模で、5年間かけた一大プロジェクトであった。そのため、ペンシルベニア通りを隔てて北側に位置する大統領の賓客用宿泊施設（迎賓館）ブレアハウス (Blair House) を仮の大統領府として一時的に機能させることになった。5年経った1952年に工事は完了して「トルーマン・バルコニー」が新設された。

## エグゼクティヴ・レジデンスの施設

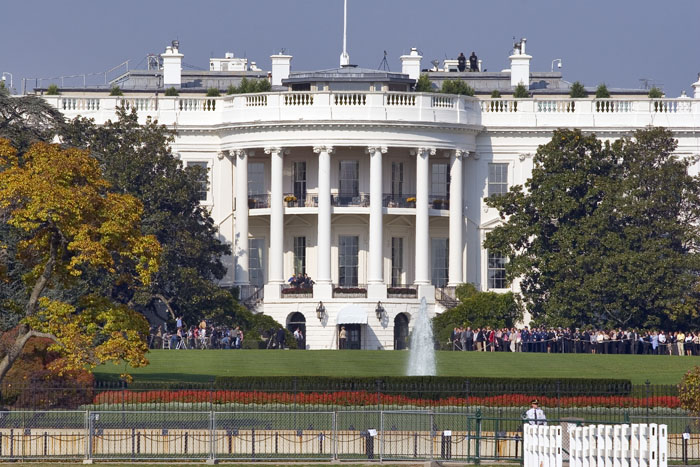
南側（裏）から見たレジデンス

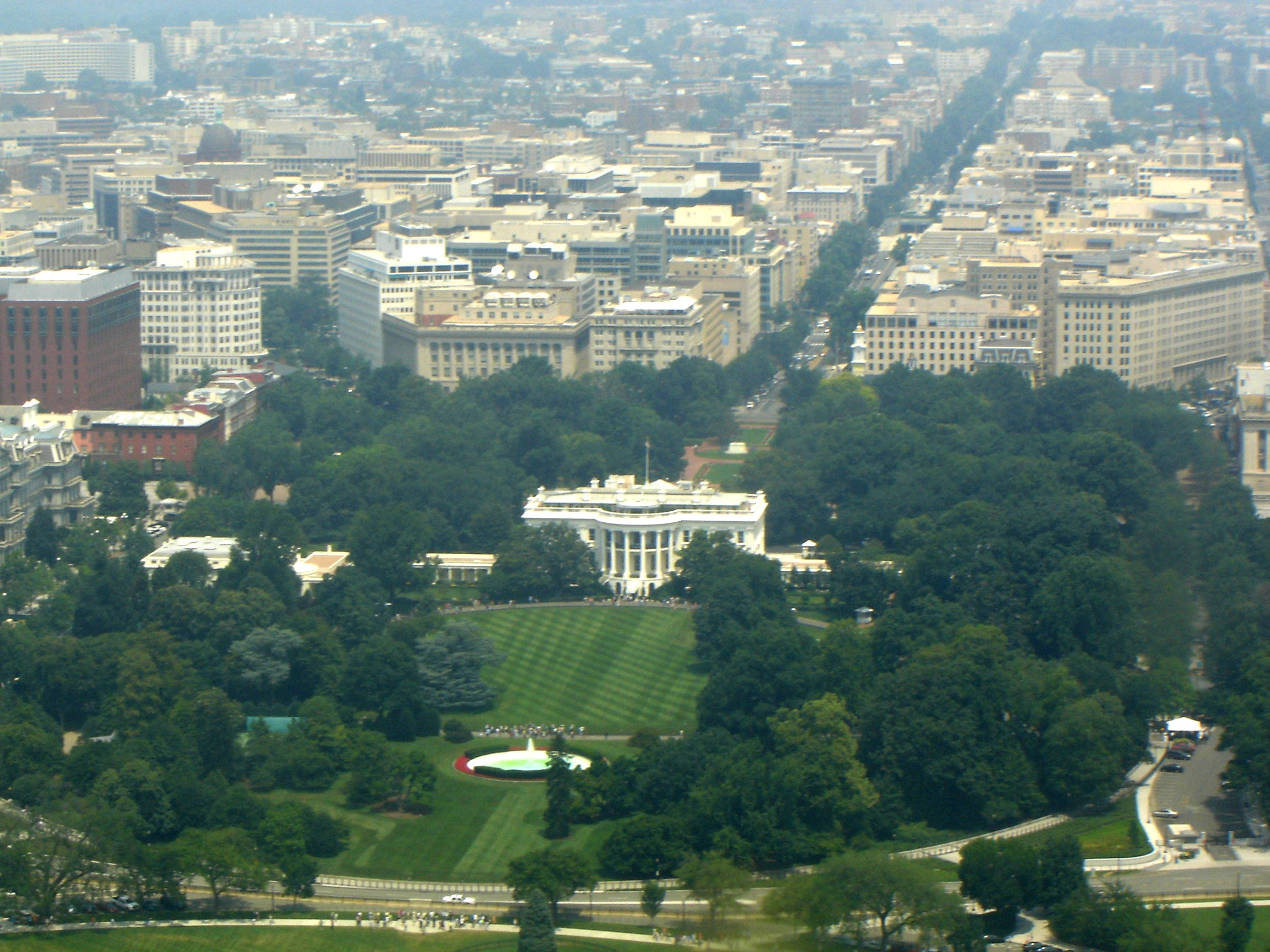
ホワイトハウス周辺

### 諸元
- 床面積：約5万5000 ft2 (5100 m2)
- 部屋数：132
- 洗面所：35か所
- 階数：地上3階地下3階
- 扉：412枚
- 窓：147か所
- 暖炉：28か所
- 階段：8か所
- エレベーター：3基
- シェフ：5人

### 地階

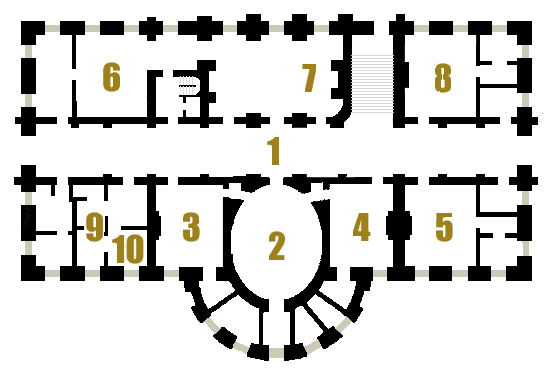
地階見取り図

グラウンドフロア (Ground Floor)
センターホール（Center Hall、地階  1）
中央ホール。レジデンス地階の中心を東西に貫く幅約5m、全長約49mのホールで形状は廊下。天井はアーチ状になっている。ホールの東端はイーストウイングの来訪者ロビーに通じ、西端はウエストウィング柱廊の一部を成すパームルーム (Palm Room) につながる。
ディプロマティック レセプションルーム（Diplomatic Reception Room、地階  2）
外交官応接室。南庭からの入り口で、信任状捧呈式に臨む各国大使の到着口として使用される。フランクリン・ルーズベルト大統領は、この部屋の暖炉の前から「炉辺雑談 (Fireside chats)」と称する定期的なラジオ談話を行った。
マップルーム（Map Room、地階  3）
第28代大統領ウィルソンや第30代大統領クーリッジの頃は、ビリヤード台が置かれた娯楽室だったが、第二次世界大戦中、フランクリン・ルーズベルト大統領はこれを戦況報告室として使用し、各戦線の状況を表示させる地図を掲示させてマップルームと称される。現在は大統領やファーストレディの個人的なミーティングに使用されている。
チャイナルーム（China Room、地階  4）
迎賓ディナーなどに用いるボーンチャイナの磁器食器を保管する食器室である。ウィルソン大統領のイーディス夫人が歴代大統領の磁器食器コレクションを展示したことからチャイナルームと称される。全体に赤い色調が特徴的な内装で、歴代大統領時代の磁器が年代順に展示されている。
バーメイルルーム（Vermeil Room、地階  5）
1956年にマーガレット・トンプソン・ビドル夫人が残したバーメイル（金めっきした銀）のコレクションを展示したことから称される。黄色を基調とした装飾から「ゴールデンルーム  (The Gold Room)』と呼ばれることもある。エレノア・ルーズベルト、ジャクリーン・ケネディ、レディーバード・ジョンソン、パトリシア・ニクソン、ナンシー・レーガンの各ファーストレディの肖像画が展示されている。現在は式典などで女性の控え室として使用されている。
キッチン（Kitchen、地階  6）
厨房。大統領と家族の食事の他、ホワイトハウス公式晩餐会の料理も調理しており、常勤料理人5名（うちパティシエ1名）と約20名のパートタイムのスタッフが働いている。軽食からフルコースのディナーまで作り、ディナー140人分、オードブルなら1000名分以上を提供することができる。
ホワイトハウス キューレーターズ オフィス（White House Curator’s Office、地階  7）
ホワイトハウス学芸員室。第35代大統領夫人ジャクリーン・ケネディが、1961年ホワイトハウスを歴史博物館とすることを訴えたことで設置された。ホワイトハウス学芸員は、ホワイトハウスが所蔵する1万4000件以上の歴史的価値のある調度品や美術品を管理・修復している。
ライブラリー（Library、地階  8）
書斎。洗濯部屋として使われたこの部屋は、セオドア・ルーズベルト大統領による改修でポーカールームに改装され、フランクリン・ルーズベルトは書斎に改装した。1973年3月に主要国首脳会議の起こりとなった「ライブラリー・グループ」4か国（アメリカ合衆国・イギリス・西ドイツ・フランス）が最初に会合した。第39代大統領カーターは、ルーズベルトの「炉辺雑談」をならいラジオ談話を毎週この部屋から行った。
クリニック（Clinic、地階  9）
医務室。大統領とその家族やホワイトハウス職員のための診療所で、医療設備を完備した診察室と検査室からなる。
ドクターズオフィス（Doctor’s Office、地階  10）
常勤医師である大統領専属医、ホワイトハウス・メディカルユニットなどのオフィス。

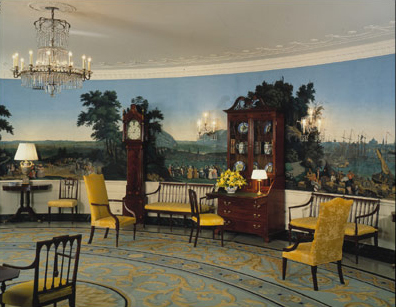
ディプロマティック レセプションルーム 地階  2
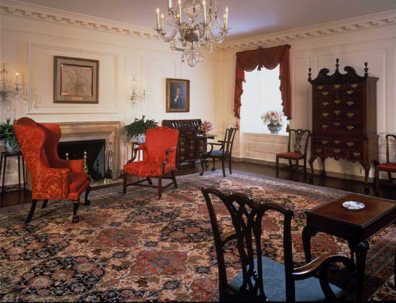
マップルーム 地階  3
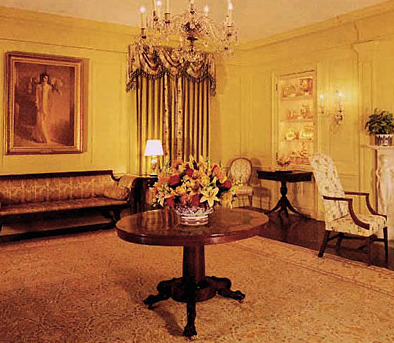
バーメイルルーム 地階  5
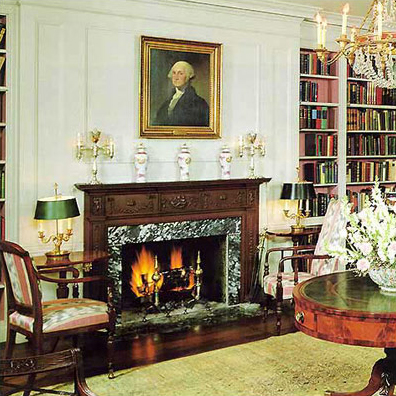
ライブラリー 地階  8

### 1階

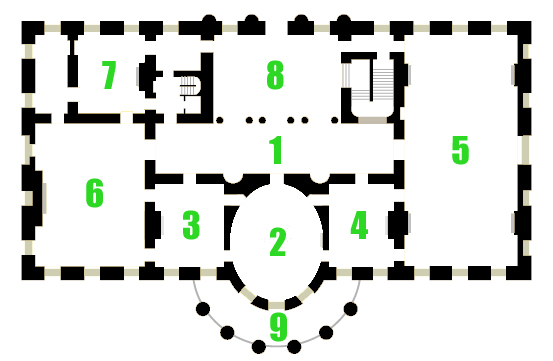
1階見取り図

ステートフロア (State Floor)
クロスホール（Cross Hall、1階 1）
横断ホール。形状は廊下。
ブルールーム（Blue Room、1階 2）

レッドルーム（Red Room、1階 3）

グリーンルーム（Green Room、1階 4）
イーストルームに隣接する食堂として設計され、壁が緑色であることからグリーンルームと呼ばれている。第3代大統領ジェファーソンは食堂として使用していたが、それ以降は多目的に使用されている。マディソンはここを執務室とし、閣議もここで行った。第5代大統領モンローは、トランプを楽しむためのカードールームとして使用した。グリーンルームの目的と装飾が現在のものに定着するのはセオドア・ルーズベルトのときからである。
イーストルーム（East Room、1階 5）
ホワイトハウス創設当時より「公式謁見室」として使用されており、現在でも大統領の記者会見のうち特に重要なもの、条約や重要法案の署名式典、晩餐会やレセプションなど、大がかりな行事はこのイーストルームで行われる。暗殺された第16代大統領リンカーンやケネディの遺体が教会での葬儀や連邦議会での正式安置に先立って、一時的にこの部屋に置かれたこともある。ジョージ・ワシントンの全身肖像画がある部屋としても有名。
ステートダイニングルーム（State Dining Room、1階 6）
“大食堂”。国賓を迎えた際の公式晩餐会はここで行われる。
ファミリーダイニングルーム（Family Dining Room、夕食会の間、1階 7）
ファミリー（家族）はステート（国家）と対比しており、実際は国賓のための大規模な公式晩餐会以外の、小規模な公式・非公式の夕食会に使用される。大統領の家族が日常使用する家族用のダイニングは2階にある。
エントランスホール（Entrance Hall、1階 8）
正面玄関ホール。
サウスポーティコウ（South Portico、1階 9）
南ポーチ。

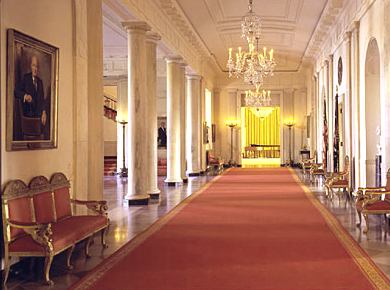
クロスホール 1階 1
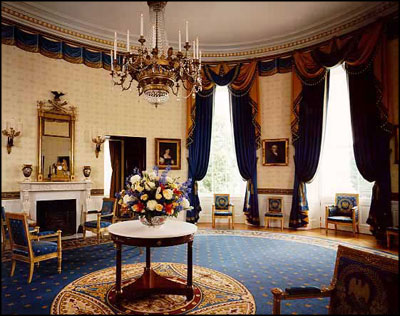
ブルールーム 1階 2
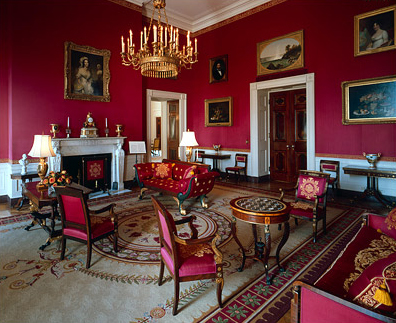
レッドルーム 1階 3
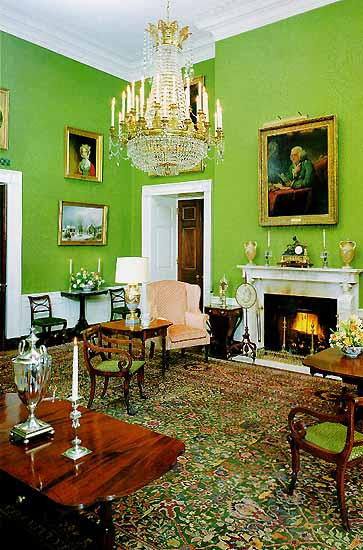
グリーンルーム 1階 4
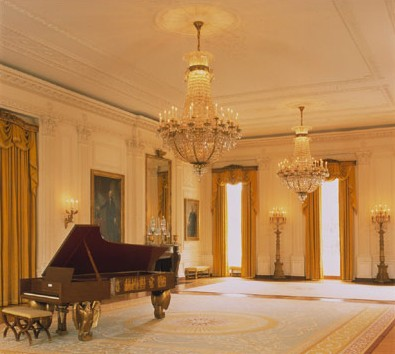
イーストルーム 1階 5
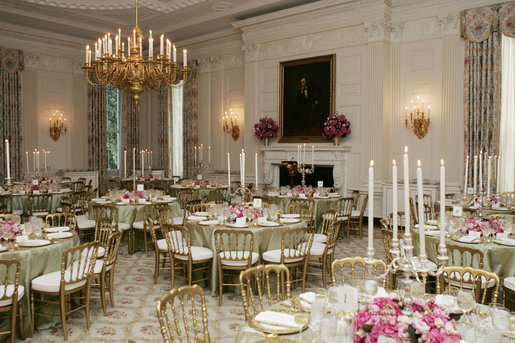
ステート ダイニングルーム 1階 6
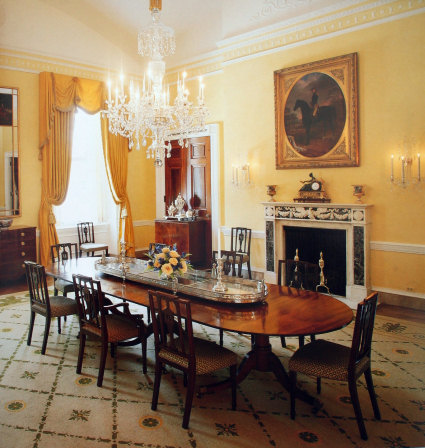
ファミリー ダイニングルーム 1階 7

### 2階

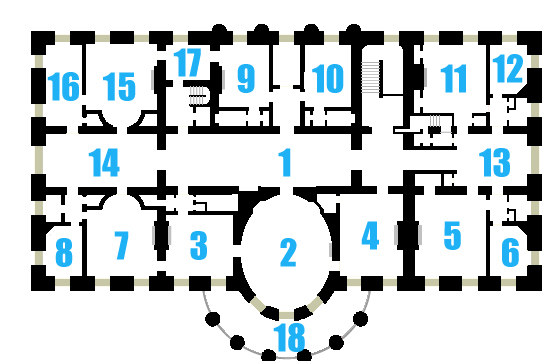
2階見取り図

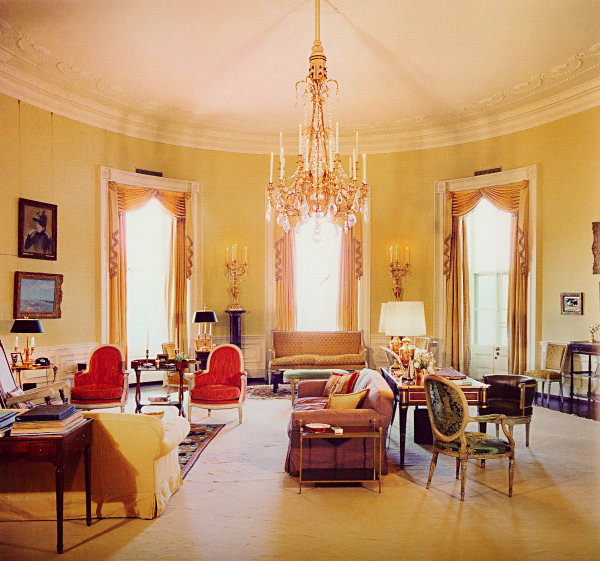
イエローオーバルルーム 2階 2
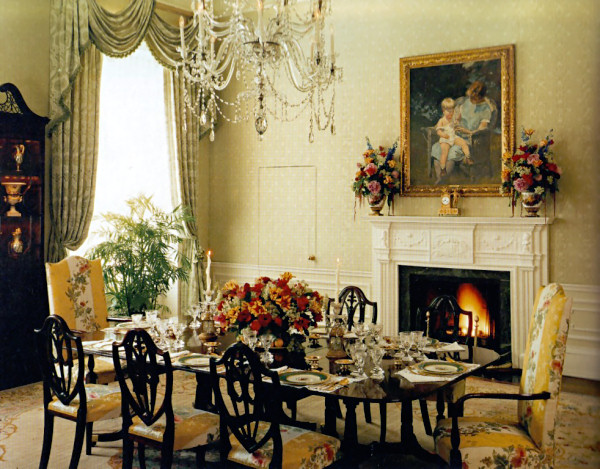
プライベート ダイニングルーム 2階 15
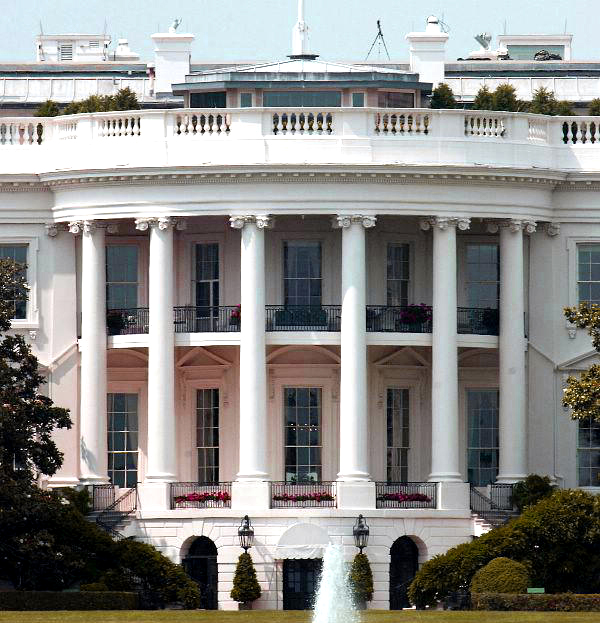
トルーマンバルコニー 2階 18

セカンドフロア (Second Floor)
セントラルホール（Central Hall、2階 1）
中央広間。形状は廊下。
イエローオーバルルーム（Yellow Oval Room、2階 2）
応接間。「オーバル」の名から大統領執務室と混同される。執務室の「オーバルルーム」はウエストウイングに位置する。
リビングルーム（Living Room、2階 3）
居間。
トリーティールーム（Treaty Room、2階 4）
条約調印の間。主に書斎として使用。
リンカーンベッドルーム（Lincoln Bedroom、2階 5）
寝室。
リンカーンシッティングルーム（Lincoln Sitting Room、2階 6）
寝室兼居間。
マスターベッドルーム（Maser Bedroom、2階 7）
主寝室。
マスタードレッシングルーム（Master Dressing Room、2階 8）
主更衣室。
ウエストシッティングホール（West Sitting Hall、2階 9）
「西の居間」。寝室兼居間にもなるホール。
イーストシッティングホール（East Sitting Hall、2階 10）
「東の居間」。寝室兼居間にもなるホール。
クイーンズベッドルーム（Queen’s Bedroom、2階 11）
寝室。
クイーンズシッティングルーム（Queen’s Sitting Room、2階 12）
寝室兼居間。
イーストベッドルーム（East Bedroom、2階 13）
東寝室。
ウエストベッドルーム（West Bedrom、2階 14）
西寝室。
プライベートダイニングルーム（Private Dining Room、2階 15）
大統領一家のための食堂。
ファミリーキッチン（Family Kitchen、2階 16）
大統領一家の台所。
ビューティーサロン（Beauty Salon、2階 17）
美容室・理容室。
トルーマンバルコニー（Truman Balcony、2階 18）
1952年に新設された区域。トルーマン大統領が設置した。
- イエローオーバルルーム
2階 2
- プライベート
ダイニングルーム
2階 15
- トルーマンバルコニー
2階 18

### 3階
サードフロア (Third Floor)
センターホール (Central Hall)
中央ホール。
ミュージックルーム (Music Room)
音楽室。
ゲームルーム (Game Room)
娯楽室。
ワークアウトルーム (Workout Room)
トレーニングジム。
サンルーム (Sun Room)

### その他
- テニスコート
- ボウリング場
- 映画館
- ジョギング専用路
- プール

## 逸話

「国旗常時掲揚」を表したホワイトハウス紋章

- 国旗を掲揚する時間は日の出から日の入りまでが、国際的な規定である。星条旗に強い愛着を抱くアメリカ人の多くは、ホワイトハウスの国旗に関する慣習は広く認識され、夜間に国旗を掲げたままにしておくことは良好な慣習ではないと考えている。リチャード・ニクソンは1970年9月4日に発令したアメリカ合衆国大統領告示第4000号で、「今後ホワイトハウスには悪天候などの不可避な条件が無い限り、アメリカ合衆国国旗は常時掲揚する」と表明した。実際に夜間掲揚が始まると4000号告示のことを知らない人物から「ホワイトハウスは国旗の掲げ方も知らないのか」と電話が入ることがあった。
- 以前はその内部見学ツアーが有名で観光名所であった。隣接する「見学センター」で簡略的に事務手続きすると、誰でもいつでも構内を見学可能で、大統領側近、ファーストレディ、大統領らと出会う機会があった。現在は10人以上の団体で6か月前までに予約し、連邦議会議員の経由でバック・グラウンド・チェックに同意する必要がある[6]。

- 戦前の大日本帝国では「白堊館」（白亜館、「はくあかん」または「ホワイトハウス」と読む）と表記された。
- 外壁色は「クリーム・ホワイト」で淡黄を帯びた白である。純白であると、太陽光線の作用により褪色して色調が変化するが、クリーム・ホワイトの外壁の場合、色調が変化する心配がない。感光式のカメラでは、純白の塗装面を晴天下でカラー撮影すると、レンズに空の色が入り込み青色変色する現象が誘発されるが、クリーム・ホワイトは予防する効果がある。
- 構内は全館禁煙。第42代クリントン大統領時代、当時、ファーストレディであったヒラリー・クリントンにより導入された。
- 敷地構内には菜園が存在する。第44代オバマ大統領時代の2009年、大統領夫人のミシェル・オバマの提案により、オーガニック野菜を栽培するため、菜園が創設された。それ以前には、エレノア・ルーズヴェルトアメリカ合衆国大統領夫人による「勝利農園」と呼称される農園が営まれた例が存在する[7]。
- 「ホワイトハウス・ハニー・エール」と呼称されるビール醸造所が存在する。「ライト」と「ダーク」の2種類で蜂蜜風味である[8]。2012年9月にビール愛好家が情報公開請求して、ホワイトハウス・ハニー・エールで製造されるビールのレシピが公開された[9]。
- ファーストファミリーの私的な経費は全て自己負担である。各々の飲食費、クリーニング代、大統領就任式、ホリデーシーズンパーティーの飲食と装飾と人件費、ジョン・F・ケネディ以降、ジョージ・H・W・ブッシュを除くほぼ全てのファーストファミリーの懸案は飲食費の倹約であった[10]。
  - グロバー・クリーブランド大統領は現役大統領で唯一ホワイトハウスで結婚式を挙げた大統領である。
- 大統領が利用するホワイトハウス、別荘、専用機などは、内装のデザインテーマを共通している[11]。

## 警備

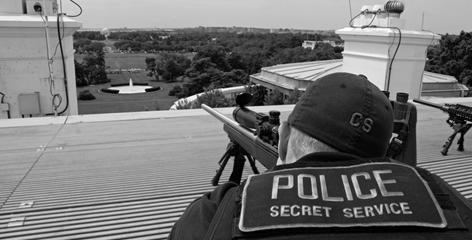
ホワイトハウスの屋根にいる狙撃手

合衆国シークレットサービス、合衆国議会警察、ワシントンD.C.首都警察、などが厳重に警備する。過去に銃撃事件があり、2011年11月11日は、駐車車内から大統領一家の住居棟に向けてライフル弾が発射されて命中した。2017年に、発砲音を探知する音響センサーと三角法を利用した新たな警備システムの導入を試験した。また、ミサイルや航空機等の攻撃に備え、ホワイトハウスの周辺にはNASAMSやアベンジャーシステムなどの防空システムを設置している。